# Alexei Michailowitsch Kusmin
Alexei Michailowitsch Kusmin (russisch Алексей Михайлович Кузьмин; * 14. Märzjul. / 26. März 1891greg. in Sim; † 28. August 1980 in Tomsk) war ein russisch-sowjetischer Geologe und Hochschullehrer.

## Leben
Kusmin verlor früh seine Mutter Alexandra Wiktorowna geborene Wolkowa (1872–1901). Kusmins Vater Michail Wassiljewitsch Kusmin (1868–1935) diente im Post- und Telegrafenamt Tschita bis 1905, worauf er nach St. Petersburg ging. 1906 ging er mit seiner Tochter Walentina nach Frankreich, wo er starb. Ihm wird die Erfindung eines Fernschreibers zugeschrieben. Kusmin blieb in Russland bei seinem Onkel väterlicherseits.
Nach dem Abschluss am Ufaer Gymnasium 1912 studierte Kusmin an der Universität Kasan in der Naturhistorischen Abteilung der Physikalisch-Mathematischen Fakultät. Er spezialisierte sich auf Mineralogie und Geologie. Wegen seiner unzureichenden Mittel gab er Nachhilfeunterricht und arbeitete zeitweise als Kassierer in Kasan. 1916 schloss er das Studium als Kandidat der naturhistorischen Wissenschaften mit einem Diplom I. Klasse ab. Er blieb am Lehrstuhl für Mineralogie und Petrographie, um sich auf eine Professur vorzubereiten. Im Sommer 1916 sammelte er im Auftrag der Kasaner Gesellschaft der Naturforscher petrographisches Material in dem Gebiet der Berjosowski-Golderz-Lagerstätte im Ural. Im August 1917 trat er in die Partei der Sozialrevolutionäre ein, aus der er im September wegen fehlender Beitragszahlung ausgeschlossen wurde.
Nach der Oktoberrevolution wurde Kusmin auf Anordnung des Volkskommissars für Bildung Anatoli Wassiljewitsch Lunatscharski am 1. Oktober 1918 als Professor-Stipendiat an das Tomsker Technologische Institut (TTI) geschickt, wo er bis zum 1. Januar 1921 arbeitete. 1919 beteiligte er sich an der Arbeit der Konferenz zur Organisierung des Instituts für die Erforschung Sibiriens in Tomsk. 1927–1931 war er wissenschaftlicher Sekretär der Westsibirischen Abteilung des Staatlichen Geologischen Komitees und Vizeleiter der Westsibirischen Geologie-Verwaltung. Zusammen mit Michail Antonowitsch Ussow leitete er alle Forschungsarbeiten der Geologie-Verwaltung und des Geologie-Komitees.
Ab 1. Juli 1930 leitete Kusmin einen Lehrstuhl des Sibirischen Instituts für Geologische Prospektion, dessen Name häufig wechselte. Im April 1933 wurde er Leiter des Lehrstuhls für Mineralogie des TTI, der 1935 der Lehrstuhl für Mineralogie und Kristallographie wurde und den er bis 1974 leitete. Am 23. Dezember 1936 wurde er zum Professor ernannt. Am 17. März 1937 folgte die Promotion zum Kandidaten der geologisch-mineralogischen Wissenschaften ohne Verteidigung einer Dissertation. Zu seinen Schülern gehörten Oleg Michailowitsch Glasunow, Alexander Feopenowitsch Korobeinikow, Alexander Grigorjewitsch Bakirow u. a.
Kusmins Forschungsarbeiten in der Zeit des ersten Fünfjahresplans (1928–1932) und danach bezogen sich auf Bodenschätze in Westsibirien. Er lieferte grundlegende Beiträge zum Verständnis der Altai-Sajan-Gebirgsbildung und gab dafür ein erstes tektonisch-stratigraphisches Schema an. Er analysierte die Salair-Gebirgsbildung. 1929 untersuchte er detailliert die eiszeitlichen Ablagerungen im Kusnezker Alatau. Viele Jahre lang forschte er auch für das Kusnezker Metallurgie-Kombinat, indem er nach Lagerstätten von Eisenerzen, Flußmitteln und Tonmineralen für Schamotte suchte. 1930 vermutete er Eisenerzvorkommen in Bergschorien, die später entdeckt wurden. Er war unmittelbar an der Entdeckung der Masulski-Mangan-Lagerstätte beteiligt. Als Erster vermutete er Bauxit-Vorkommen im Ural-Gebiet, in Westsibirien und Nordkasachstan, die durch spätere Untersuchungen gestätigt wurden. Während des Deutsch-Sowjetischen Kriegs unterstützte er die Tuim-Wolfram-Erzgrube in Chakassien.
1947–1948 war Kusmin wissenschaftlicher Senior-Mitarbeiter der Westsibirischen Filiale der Akademie der Wissenschaften der UdSSR (AN-SSSR). Am 13. März 1948 verteidigte er seine Doktor-Dissertation über periodisch-rhythmische Phänomene in der Mineralogie und Geologie, die von Wladimir Afanassjewitsch Obrutschew und Ussow unterstützt, aber von der Höchsten Attestierungskommission (WAK) nicht genehmigt wurde. In den späten 1950er und frühen 1960er Jahren bearbeitete er Probleme der Mineralogie, Kristallographie und theoretischen Petrographie. Er beschrieb das Mineral Högbomit aus Bergschorien, das nach genauerer Untersuchung als das bisher nur auf Madagaskar gefundene Hibonit identifiziert wurde.
Kusmin wurde 1959 Mitglied der KPdSU.
Kusmin war verheiratet und hatte drei Töchter.
Kusmins Namen trägt das Mineral Kuzminit.

## Ehrungen, Preise
- Medaille „Für heldenmütige Arbeit im Großen Vaterländischen Krieg 1941–1945“ (1946)
- Ehrenzeichen der Sowjetunion (1961)[3]
- Jubiläumsmedaille „Zum Gedenken an den 100. Geburtstag von Wladimir Iljitsch Lenin“ (1970)
- Medaille „30. Jahrestag des Sieges im Großen Vaterländischen Krieg 1941–1945“ (1975)
- Medaille „Veteran der Arbeit“ (1975)